# Documentary (竹井詩織里のアルバム)
『documentary』（ドキュメンタリー）は、竹井詩織里のミニアルバム。CDコードはGZCA-5111。

## 概要
- 初のメジャーミニアルバム。メディアにおいては、「ファーストミニアルバム」ということになっている。
- オリジナル4曲と1曲カバーを収録した全5曲。

## 収録曲
1. グッバイハロー
  - 作詞：竹井詩織里／作曲：Syao-rin／編曲：小林哲
2. song for you
  - 作詞：竹井詩織里／作曲・編曲：Hiya&Katsuma
3. at eighteen
  - 作詞：竹井詩織里／作曲：後藤康二／編曲：麻井寛史
4. セツナの光景
  - 作詞：竹井詩織里／作曲：溝下創／編曲：小林哲
  - チバテレビ『MU-GEN〜Music Generations〜』9月度エンディングテーマ
5. ノーサイド
  - 作詞・作曲：松任谷由実／編曲：小林哲
  - 松任谷由実の同名曲をカヴァー

## 演奏
- 大賀好修 (OOM, Sensation)：Guitar(#1)
- 冷水志至 (Hiya & Katsuma)：Guitar, Programming (#2)
- 富樫克真 (Hiya & Katsuma)：Programming (#2)
- 古賀和憲：Guitar (#3.5)
- 麻井寛史 (the★tambourines, Sensation)：Guitar (#3)
- 高島信二：Guitar (#4)